# イエローメディスン郡 (ミネソタ州)
イエローメディスン郡（英: Yellow Medicine County）は、アメリカ合衆国ミネソタ州の南西部に位置する郡である。2010年国勢調査での人口は10,438人であり、2000年の11,080人から5.2％減少した。郡庁所在地はグラニットフォールズ市（人口2,897人）であり、同郡で人口最大の都市でもある。アッパー・スー・インディアン居留地の全体が郡内にある。
イエローメディスン郡の郡名はインディアンが治療用に用いていたコウモリカズラの苦い根を、インディアンが黄色い薬と呼んでいたことに基づいている。しかし民族植物学者の中にはその植物を保護するために識別を誤ったと考える者もいる。

## 地理
アメリカ合衆国国勢調査局に拠れば、郡域全面積は763.39平方マイル (1,977.2 km2)であり、このうち陸地757.96平方マイル (1,963.1 km2)、水域は5.43平方マイル (14.1 km2)で水域率は0.71％である。

### 湖
イエローメディスン郡には14の湖があり、その中の1つはサウスダコタ州に跨っている。

### 川
- ラクキパール川
- ミネソタ川
- スプリング・クリーク
- イエローメディスン川

### 主要高規格道路
| - アメリカ国道59号線 - アメリカ国道75号線 - アメリカ国道212号線 - ミネソタ州道23号線 | - ミネソタ州道67号線 - ミネソタ州道86号線 - ミネソタ州道274号線 |

### 隣接する郡
- ラクキパール郡 - 北
- チッペワ郡 - 北東
- レンビル郡 - 東
- レッドウッド郡 - 南東
- ライアン郡 - 南
- リンカーン郡 - 南西
- ドゥール郡 (サウスダコタ州) - 西

## 人口動態

人口ピラミッド

以下は2000年の国勢調査による人口統計データである。
| 基礎データ - 人口: 11,080人 - 世帯数: 4,439 世帯 - 家族数: 2,974 家族 - 人口密度: 6人/km2（15人/mi2） - 住居数: 4,873軒 - 住居密度: 2軒/km2（6軒/mi2） 人種別人口構成 - 白人: 96.09% - アフリカン・アメリカン: 0.11% - ネイティブ・アメリカン: 2.04% - アジア人: 0.17% - その他の人種: 0.92% - 混血: 0.66% - ヒスパニック・ラテン系: 1.76% 先祖による構成 - ノルウェー系：36.5％ - ドイツ系：34.6％ 年齢別人口構成 - 18歳未満: 25.8% - 18-24歳: 7.4% - 25-44歳: 24.2% - 45-64歳: 22.2% - 65歳以上: 20.5% - 年齢の中央値: 40歳 - 性比（女性100人あたり男性の人口） - 総人口: 98.2 - 18歳以上: 94.9 | 世帯と家族（対世帯数） - 18歳未満の子供がいる: 30.3% - 結婚・同居している夫婦: 58.6% - 未婚・離婚・死別女性が世帯主: 5.7% - 非家族世帯: 33.0% - 単身世帯: 29.3% - 65歳以上の老人1人暮らし: 15.2% - 平均構成人数 - 世帯: 2.42人 - 家族: 3.01人 収入と家計 - 収入の中央値 - 世帯: 34,393米ドル - 家族: 42,002米ドル - 性別 - 男性: 27,770米ドル - 女性: 20,870米ドル - 人口1人あたり収入: 17,120米ドル - 貧困線以下 - 対人口: 10.4% - 対家族数: 7.1% - 18歳未満: 10.4% - 65歳以上: 10.6% |

## 都市と郡区
| 都市 | 郡区 | 郡区 |
| --- | --- | --- |
| - キャンビー - クラークフィールド - エコー - グラニットフォールズ † - 郡庁所在地 - ハンレーフォールズ - ヘイゼルラン - ポーター - セントレオ - ウッドレイク | - バートン - エコー - フロリダ - フォーティア - フレンドシップ - ハマー - ヘイゼルラン - リスボン - ミネソタフォールズ - ノーマン - ノーマニア | - オムロ - オシュコシュ - ポーゼン - サンドネス - スーエージェンシー - ストーニーラン - スウェドプレーリー - タイロー - ワージランド - ウッドレイク |

- † グラニットフォールズの小部分がチッペワ郡に入っている